# Iain Chalmers
Iain Goeffrey Chalmers (ur. 3 czerwca 1943 w Liverpool) – brytyjski lekarz, specjalista w dziedzinie położnictwa i neonatologii oraz zdrowia publicznego, dyrektor National Perinatal Epidemiology Unit w Oksfordzie (Uniwersytet Oksfordzki), współzałożyciel i dyrektor pierwszego Cochrane Centre (UKCC), rozwiniętego do międzynarodowej Cochrane Collaboration, koordynator James Lind Alliance.

## Życiorys
Urodził się w 3 czerwca 1943 roku w Liverpoolu. Studiował medycynę w Middlesex Hospital Medical School, Uniwersytet Londyński, uzyskując w latach 60. stopień MBBS.
Studiował i rozpoczynał praktykę lekarską w latach debat o konieczności reorganizacji systemu opieki zdrowotnej zgodnie z potrzebami społeczeństwa oraz z wiedzą nt. statystyki medycznej, medycyny opartej na dowodach (EBM) i zdrowia publicznego. Tę wiedzę intensywnie pogłębiano  w Uniwersytecie Oksfordzkim, Londyńskiej Szkole Higieny i Medycyny Tropikalnej i in. (zob. Ronald Fisher, Austin Bradford Hill, Archibald Cochrane i inni). Po krótkim okresie praktyki lekarskiej w Londynie podjął pracę w Agendzie Narodów Zjednoczonych dla Pomocy Uchodźcom Palestyńskim (UNRWA). Swoją decyzję o włączeniu się do działań ONZ uzasadniał wstydem odczuwanym z powodu deklaracji Balfoura – zdradzenia Palestyńczyków przez Wielką Brytanię w 1917 roku (zob. historia Gazy po 1918). Pracował w palestyńskim obozie dla uchodźców w Strefie Gazy w latach 1969–1970.
W pierwszych latach praktyki lekarskiej przekonał się, że część akademickiej wiedzy medycznej jest niewiarygodna – stał się bardzo sceptyczny wobec tych metod leczenia, które nie są oparte na wiarygodnych dowodach badawczych (stosowanie części polecanych terapii może prowadzić do cierpienia lub śmierci pacjentów). Żartobliwie mówił o „chronicznej sceptycemii”, która nasiliła się po lekturze publikacji A. Cochrane’a pt. Effectiveness & Efficiency: Random Reflections on Health Services (wyd. 1972). Twierdził, że ta mała książeczka zmieniła jego życie.
Po powrocie do Londynu został zatrudniony w National Health Service (NHS). Obszar swojej pracy określał jako przestrzeń między instytucjami systemu opieki zdrowotnej i środowiskiem akademickim. Z wytrwałością (nazywaną przez współpracowników uporem) zmierzał do doskonalenia i popularyzacji najbardziej wiarygodnych metod badań klinicznych (np. RCT, przeglądy systematyczne, metaanalizy). Koncepcje Cochrane’a realizował opracowując publikacje naukowe i tworząc – wraz ze współpracownikami – kolejne instytucje, zaangażowane w rozwój EBM:
- 1973 – National Perinatal Epidemiology Unit (NPEU) w Uniwersytecie Oksfordzkim[9]
- 1992, 1993 – UK Cochrane Center (UKCC) i Cochrane Collaboration[10][11]
- 1995 – Centre for Evidence-Based Medicine (CEBM)[d][12][13]
- 2003 – James Lind Alliance i James Lind Library[14][15][7]

### National Perinatal Epidemiology Unit (NPEU)
Inspiracją dla zespołu National Perinatal Epidemiology Unit (NPEU) był opublikowany w 1979 roku artykuł A. Cochrane’a pt. 1931–1971: a critical review, with particular reference to the medical profession. W podsumowaniu krytycznego przeglądu jakości wielu różnorodnych procedur medycznych Cochrane stwierdził m.in.:

Powinno się nasz zawód poddać poważnej krytyce za to, iż do tej pory nie opracowaliśmy okresowo uaktualnianych krytycznych podsumowań wszystkich badań z randomizacją dotyczących poszczególnych specjalizacji i działów medycyny.

Najbardziej krytyczna opinia Cochrane’a dotyczyła neonatologii i położnictwa. Iain Chalmers podjął intensywne starania o zmianę tej sytuacji. Jako pierwszy dyrektor NPEU, utworzonego w Uniwersytecie Oksfordzkim w 1972 roku, rozpoczął – z krajowymi i zagranicznymi współpracownikami – gromadzenie informacji nt. kontrolowanych badań klinicznych w medycynie okołoporodowej. Celem zespołu NPEU stało się zgromadzenie bazy danych umożliwiających oceny bezpieczeństwa i skuteczności interwencji stosowanych w tej dziedzinie oraz wspieranie wspólnych i skoordynowanych starań o ich poprawę. Przyjęto, że baza będzie zawierać: rejestr opublikowanych raportów z badań, rejestr badań nieopublikowanych, rejestr prób trwających i planowanych oraz dane pochodzące z wykonanych metaanaliz. W latach 1985–1986 opublikowano:
- Classified Bibliography of Controlled Trials in Perinatal Medicine 1940–1984 – zbiór ok. 3000 przeanalizowanych raportów z badań wykonanych w różnych krajach wydany w formie książkowej (Oxford Medical Publications, 1985)[19]
- I. Chalmers, J. Hetherington, M. Newdick, L. Mutch, A. Grant, M. Enkin, E. Enkin, K. Dickersin: The Oxford Database of Perinatal Trials: Developing a Register of Published Reports of Controlled Trials (Controlled Clinical Trials 1986)[20]
- I. Chalmers: A register of controlled trials in perinatal medicine (WHO Chronicle 1986)[21]

A. Cochrane stwierdził w 1987 roku (na rok przed śmiercią), że ta baza jest prawdziwym kamieniem milowym na drodze do udoskonalenia opieki zdrowotnej dzięki randomizowanym badaniom klinicznym. Zasugerował, że analogiczne bazy powinny powstać dla innych specjalności.

### UK Cochrane Centre i Cochrane Collaboration
W 1992 roku Iain Chalmers, korzystając ze wsparcia National Health Service i pomocy zainteresowanych specjalistów z różnych krajów, rozpoczął tworzenie w Uniwersytecie Oksfordzkim centrum nazwanego UK Cochrane Center (UKCC), zajmującego się ocenami bezpieczeństwa i skuteczności interwencji medycznych stosowanych w różnych dziedzinach medycyny oraz wiarygodności badań klinicznych opublikowanych w światowym piśmiennictwie naukowym. W tymże roku w British Medical Journal ukazał się tekst Chalmersa i współautorów, przypominający apele A. Cochrane’a, aby „wszystkie randomizowane i kontrolowane badania były rejestrowane i publikowane”. Współautorami artykułu pt. Getting to grips with Archie Cochrane's agenda byli:
- Kay Dickersin – amerykańska specjalistka w dziedzinie epidemiologii, profesor Johns Hopkins Bloomberg School of Public Health w Baltimore, pełniąca m.in. funkcję dyrektora Center for Clinical Trials and Evidence Synthesis[23][24]
- Thomas C. Chalmers (1917–1995) – lekarz, naukowiec, nauczyciel akademicki (zatrudniony w The Mount Sinai School of Medicine w Nowym Jorku) i organizator opieki zdrowotnej, nieustępliwie promujący rzetelne badania kliniczne, przeglądy systematyczne i metaanalizy[25][26][27]

W 1993 roku przedstawiciele Cochrane Center’s utworzonych w jedenastu krajach (77 osób) spotkali się w Oksfordzie. W dniach 15–16 października 1993 w Summertown Pavilion Iain Chalmers został wybrany na pierwszego przewodniczącego Cochrane Collaboration (w kolejnych latach spotkania nazwane Cochran Colloquium organizowano corocznie w różnych krajach). Wśród pierwszych członków organizacji byli:
- Peter C. Gøtzsche, dyrektor Nordic Cochrane Centre w Royal Hospital w Kopenhadze
- Peter Tugwell (Uniwersytet Ottawski, Ottawa)[30]
- Paul Glasziou (Bond University, Gold Coast)[31], współautor artykułów When are randomised trials unnecessary? Picking signal from noise,

2007, How systematic reviews can reduce waste in research
- Andrew Herxheimer, farmakolog kliniczny, założyciel i redaktor Biuletyn Drugs & Therapeutics (1967-1992)[34][35][36]
- Mike Clarke (następca Chalmersa na stanowisku dyrektora UK CC)[7][37][38]

i wielu innych doświadczonych przedstawicieli różnych specjalności oraz osoby reprezentujące pacjentów (wśród nich Hilda Bastian, współzałożycielka Australasian Cochrane Centre, Homebirth Australia, sieci Maternity Alliance i in. W tworzeniu zasad kontroli jakości badań klinicznych brał udział m.in. A.R. Jadad, kanadyjsko-kolumbijski lekarz, przebywający w Oksfordzie jako stypendysta British Council. Alex Jadad został jednym z członków Cochrane Centre jako Visiting Research Fellow 1993–1994 (opiekun naukowy: H.J. McQuay). Zaproponowana przez niego skala jakości opublikowanych RCT jest nazywana skalą Jadada.
Cochrane Collaboration stała się w następnych latach globalną, niezależną siecią o dużym zasięgu, utworzoną przez geograficzne grupy Cochrane w 43 krajach (również w Polsce).
W 2003 roku Iain Chalmers zrezygnował z udziału w pracy Cochrane Collaboration, koncentrując się na realizacji nowych zadań. Dalszy rozwój organizacji zostawił w rękach następców, głównie lekarzy-specjalistów.

### The James Lind Initiative: James Lind Library, James Lind Alliance

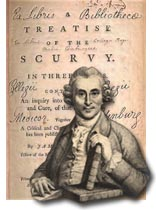
James Lind (1716–1794)u5, patron James Lind Alliance

Od 2003 roku I. Chalmers koncentruje się na popularyzacji zagadnień wiarygodnych badań klinicznych w środowisku lekarskim i poza nim (studenci medycyny, naukowcy, pacjenci i ich opiekunowie, organizatorzy systemów ochrony zdrowia i inni) oraz promowaniu i koordynacji najbardziej potrzebnych nowych badań. Realizacja projektu „James Lind Initiative”, obejmującego działalność James Lind Library (JLL) i James Lind Alliance (JLA) jest od 2011 roku dofinansowywana przez National Institute of Health Research (NIHR).
James Lind Library (JLL)
Realizację nowych zadań Chalmers rozpoczął od nawiązania współpracy z zespołem redakcyjnym internetowej witryny o nazwie „Controlled Trials from History”, utworzonej w 1998 roku w Royal College of Physicians of Edinburgh (Sibbald Library, zob. Robert Sibbald). Powstała dla uczczenia pięćdziesiątej rocznicy opublikowania wyników randomizowanych badań skuteczności streptomycyny w leczeniu gruźlicy płuc. W zbiorze „Controlled Trials from History” zamieszczano materiały na temat wielowiekowej historii prób zminimalizowania błędów stronniczości podczas określania prawdziwych skutków leczenia. Centralnym punktem tego zbioru była praca Jamesa Linda na temat skuteczności różnych terapii w  leczeniu szkorbutu („Treatise of the Scurvy”, 1753).
W 2003 roku, ok. 250 lat po publikacji pracy Linda, witryna „Controlled Trials from History” została przeprojektowana i ponownie uruchomiona przez Royal College jako „James Lind Library” (JLL, siedem wersji językowych). I. Chalmers objął stanowisko redaktora naczelnego. W tymże roku JLL została wyróżniona przyznaniem nagrody Scientific American „2003 Sci/Tech Web Awards: MEDICINE”. W 2019 roku udostępniono wersję książkową The James Lind Library’s; Introduction to Fair Tests of Treatments. Planowany jest dalszy rozwój JLL, m.in. zacieśnienie współpracy z Journal of the Royal Society of Medicine.
James Lind Alliance
James Lind Alliance (JLA) został założony w 2004 roku przez Sir Iaina Chalmersa, dr Johna Scaddinga (ówczesnego dziekana Royal Society of Medicine) i Sir Nicka Partridge’a (prezesa "INVOLVE" UK National Advisory group). JLA jest brytyjską organizacją non-profit, której celem jest identyfikacja luk w wiedzy, dotyczącej usług zdrowotnych i społecznych. Działalność jest prowadzona z udziałem konsultantów reprezentujących JLA w roboczych grupach (Priority Setting Partnerships, PSP). W skład grup („partnerstw”) wchodzą lekarze odpowiednich specjalności, farmaceuci, pacjenci i ich opiekunowie (pielęgniarki, rehabilitanci, członkowie rodzin, opiekunowie społeczni i in.). Partnerstwa rozpoczynają pracę od zgromadzenia informacji o potrzebach chorych oraz stanie wiedzy nt. określonej terapii. Ich przeanalizowanie umożliwia wskazanie luk w tej wiedzy. W czasie organizowanych spotkań–warsztatów członkowie PSP uzgadniają listę najważniejszych luk, przekazywaną do wiadomości naukowców i fundatorów badań (m.in. publikacja na stronie internetowej JLA).
Prace pierwszego partnerstwa dotyczyły ustalania priorytetów (PSP) dla problemów związanych z astmą. Zostało ono opisane jako „partnerstwo robocze JLA” obejmujące British Thoracic Society i Asthma UK. Prace zakończono w 2007 roku. Metody i wyniki udokumentowano i wykorzystano. Druga grupa robocza, która zajęła się zagadnieniami nietrzymania moczu, ukończyła pracę w listopadzie 2008 roku. W następnych latach wzrastała świadomość potrzeby działań JLA i rosła liczba programów PSP oraz liczba opracowanych "list priorytetów" – zestawień zagadnień wymagających wykonania nowych badań w pierwszej kolejności (Top 10s of priorities for research).

## Publikacje
Pub Med  Chalmers I. 418 wyników wyszukiwania, w tym publikacje nt. badań klinicznych (31), RCT (18), przeglądów systematycznych (5), metaanaliz (5). Część kopii publikacji zamieszczono w James Lind Library. Wśród często cytowanych publikacji znajdują się m.in.:
- Non-Random Reflections on Health Services Research: On the 25th Anniversary of Archie Cochrane's „Effectiveness and Efficiency”[61]
- Effective Care in Pregnancy and Childbirth: Pregnancy[62]
- The Oxford Database of Perinatal Trials: Developing a Register of Published Reports of Controlled Trials[20]
- Testing Treatments: Better Research for Better Healthcare (2006, 2011)[63]; hiszp. Cómo se prueban los tratamientos: Una mejor investigación para una mejor atención de salud (2010)[48]

## Odznaczenia i wyróżnienia
Iain Chalmers otrzymał pięć doktoratów honoris causa oraz:
- 2000 – Odznakę Rycerza Kawalera (ang. Knight Bachelor) z tytułem Sir
- 2010 – C-E.A. Winslow Award (Yale School of Medicine)
- 2014 – Feature BMJ Awards 2014, Lifetime Achievement Award
- 2019 – David Sackett Prize[66]

Nagrody i wyróżnienia przyjmował niechętnie. Twierdził, że budzące podziw osiągnięcia były zawsze zasługą zespołów, współpracujących w ramach Cochrane Collaboration, Jame Lind Library lub James Lind Alliance. W 2006 roku wyraził zgodę na umieszczenie swojego portretu w National Portrait Gallery (Londyn), jednak znalazł się w niej portret niestandardowy. Sylwetka Iaina Calmersa została przedstawiona w centrum pomieszczenia, na którego ścianach, podłodze i suficie Sir Iain umieszcza portrety licznych współpracowników. Wśród nich znajduje się znany z JLL portret Archibalda Cochrane’a, inspiratora całej zawodowej działalności Chalmersa.
Po ustanowieniu w 2019 roku nagrody Davida Sacetta ponownie myślał o odmowie jej przyjęcia, jednak uległ namowom przyjaciół i współpracowników. Swoje wystąpienie w czasie uroczystości wręczania pierwszej Sackett Prize poświęcił trudnej historii medycyny opartej na faktach (EBM), w tym zasługom D. Sacketta w procesie rozwoju EBM, Cochrane Collaboration, James Lind Library i in.